# Літтл-Блек (Вісконсин)
Літтл-Блек (англ. Little Black) — місто (англ. town) в США, в окрузі Тейлор штату Вісконсин. Населення — 1156 осіб (2020).

## Демографія
Згідно з переписом 2010 року, у місті мешкало 1140 осіб у 450 домогосподарствах у складі 332 родин. Було 487 помешкань
Расовий склад населення:
| - 97,3 % — білих - 0,3 % — азіатів - 0,2 % — корінних американців - 0,1 % — чорних або афроамериканців - 2,0 % — осіб інших рас |

До двох чи більше рас належало 0,2 %. Частка іспаномовних становила 2,3 % від усіх жителів.
За віковим діапазоном населення розподілялося таким чином: 23,2 % — особи молодші 18 років, 63,7 % — особи у віці 18—64 років, 13,1 % — особи у віці 65 років та старші. Медіана віку мешканця становила 42,1 року. На 100 осіб жіночої статі у місті припадало 108,0 чоловіків;  на 100 жінок у віці від 18 років та старших — 116,0 чоловіків також старших 18 років.
Середній дохід на одне домашнє господарство  становив 61 456 доларів США (медіана — 49 567), а середній дохід на одну сім'ю — 68 361 долар (медіана — 55 833). Медіана доходів становила 42 679 доларів для чоловіків та 31 875 доларів для жінок. За межею бідності перебувало 11,5 % осіб, у тому числі 20,6 % дітей у віці до 18 років та 7,2 % осіб у віці 65 років та старших.
Цивільне працевлаштоване населення становило 605 осіб. Основні галузі зайнятості: виробництво — 25,5 %, сільське господарство, лісництво, риболовля — 19,8 %, освіта, охорона здоров'я та соціальна допомога — 15,4 %.